# Michel Meslin
Michel Meslin (París, França, 29 de setembre de 1926 - Idem, 12 d'abril de 2010) va ser un historiador i professor universitari especialitzat en la història de les religions i l'antropologia religiosa.
Malgrat ser professor convidat a nombroses univerisitats europees i americanes (Laval de Québec, de Montréal, de Friburg, de Lausana, de Chicago, de Madrid i de Mèxic), va desenvolupar la major part de la seva carrera a la Universitat de la Sorbona, de la qual va ser rector entre 1989 i 1993. Durant el seu mandat contribuí activament a la creació de la càtedra de català, raó per la qual fou guardonat per la Generalitat de Catalunya amb la Creu de Sant Jordi de 1992. També fundà l'Institut de Recherches pour l'étude des religions (IRER).

## Obres
- Les Ariens d'Occident (1967)
- La Fête des Kalendes de janvier dans l'Empire romain (1970)
- Le Christianisme dans l'Empire romain (1970)
- Pour une science des religions, Le Seuil, (1973)
- L'Homme romain (1978)
- Histoire de l'Église par elle-même Fayard, 1978, avec Jacques Loew.
- Le Merveilleux : l'imaginaire et les croyances en Occident, Paris, Bordas, 1984
- L'Expérience humaine du divin París, Le Cerf, 1988.
- Les Religions, la médecine, et l'origine de la vie Odile Jacob, 2001, amb Ysé Tardan-Masquelier i Alain Proust.
- Quand les hommes parlent aux dieux : histoire de la prière dans les civilisations Bayard, 2003
- La Quête de guérison : médecine et religions face à la souffrance, Bayard, 2006 avec Ysé Tardan-Masquelier.
- Des mythes fondateurs pour notre humanité, Complexe, 2007
- L'Homme et le religieux, Honoré Champion, 2010